# Playa fósil

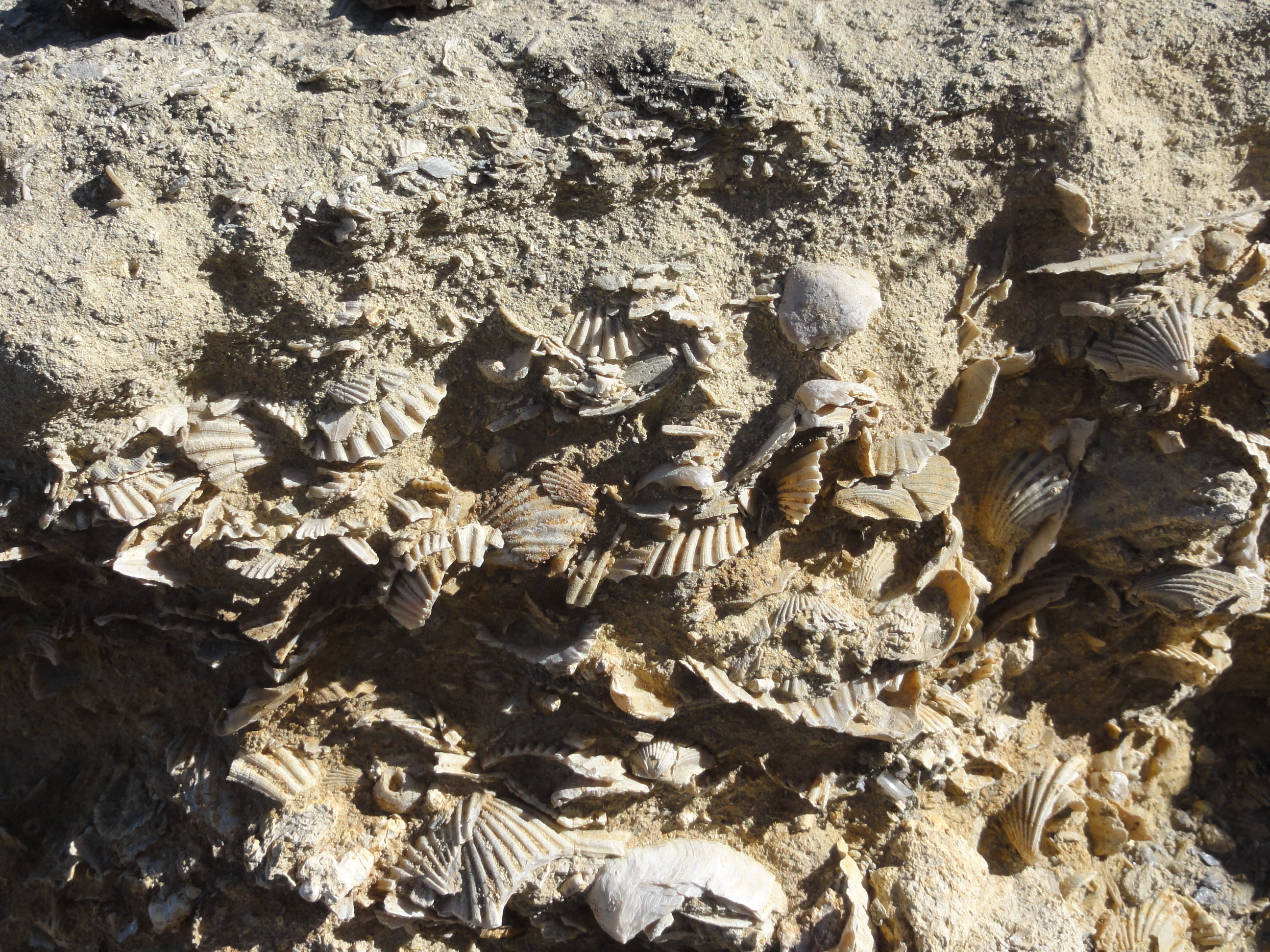
Sedimentos de playa fósil con abundancia de fósiles de conchas, en el sur de España.

Una playa fósil, también conocida como paleoplaya, línea costera fósil o playa levantada, es una playa oceánica o lacustre antigua que se encuentra preservada debido a un cambio en el nivel del agua o en el nivel del mar, o debido a un cambio en la elevación de terreno. A diferencia de los fósiles propiamente dichos, las playas fósiles no están compuestas necesariamente de restos orgánicos, aunque suelen contenerlos. A menudo se presentan como una capa o terraza de sedimentos, con características y fósiles típicos de las playas, por encima de la línea de costa actual.

## Causas
Las líneas de costa levantadas respecto al nivel del mar se deben a tres razones principales: movimientos tectónicos que resultan en cambios de la elevación de terreno, levantamiento y deformación isostática debido a la liberación del peso de las capas de hielo y de las masas de agua de mar durante los periodos interglaciares, y descensos eustáticos del nivel del mar durante las glaciaciones. Los efectos producidos por estas tres causas actúan frecuentemente de manera conjunta, lo cual complica la interpretación de las líneas costeras antiguas, y la determinación de los niveles del mar durante el Cuaternario.

## Situación y estudio
La búsqueda de playas fósiles alrededor del mundo es particularmente importante para los científicos que intentan determinar la posición de las antiguas líneas costeras, lo cual podría ayudar a estimar cuánto podría aumentar el nivel del mar en un planeta con temperaturas más elevadas, especialmente debido al cambio climático.